# 光明寺 (横浜市南区)
光明寺（こうみょうじ）は、神奈川県横浜市南区庚台にある浄土宗の寺院である。山号を吉上山と称する。本尊は阿弥陀如来。市内観世音33所霊場の10番霊場。

## 歴史
1878年（明治11年）10月、鎌倉の光明寺教会所として建立されたもので、鎌倉光明寺の98世住職である馨誉玄信上人が、石川町7丁目に存在した本尊聖観音を安置する観音堂を継承し、徒弟である尼僧、野瀬妙音に寺務をとらせ、観音講社を結び、布教に努めたことが始まりである。
その後、1885年（明治18年）、吉田健三の所有地である太田初音町の山手に移転したが、町域の発展により、1888年（明治21年）、吉田健三の勧めで、さらに現在地である南太田町1296番地（現庚台66番地）に間口9間・奥行6間の本堂を移転し、同年11月17日に開堂式を行った。
1899年（明治32年）3月27日、鎌倉光明寺の執事である宮下（正誉）舜達は、長谷観音が別当であった慈眼院の名蹟を移し、山号としては、大檀那である吉田健三、上郎幸八の頭文字をあわせて「吉上山」として、改めて一寺とし、神奈川県庁から寺号公称の認可が降りたという。これにより、舜達が開山第1世とされている。
1911年（明治44年）4月25日、本堂が落慶し、東京の増上寺の花岳院所蔵の阿弥陀如来並びに両脇侍仏を寄贈されている。
従来の庫裡は民家を買収したものであり、間取りが不十分であったため、書院としての体裁を整えるべく、1916年（大正5年）、すべて木曽の檜材で建造した二階造の15の間数の1家屋を、当時の金額で経費1万5,000円あまりを費やして静岡県より移築している。
1921年（大正10年）11月15日には、第一次世界大戦における死傷者を追悼するために洪鐘を新たに鋳造し、墓地1,500坪を購入している。
2年後の関東大震災では、書院・庫裡・鐘楼が倒壊し、本堂は傾斜してしまったため、書院は同震災で倒壊した小田原の御用邸の一部を払下げを受けて移築されている。

## 堂宇
- 本堂－間口7間、奥行10間の入母屋造。向拝唐破風造木造瓦葺き。無憂の間、吉上の間、法雲の間、金雲の間の4室と、執事寮・学衆寮・知客寮からなる。
- 書院客殿－建坪130坪余り木造瓦葺き。1900年（明治33年）建築の小田原御用邸の常宮御座所を、1924年（大正13年）に移築。2005年（平成17年）、国の登録有形文化財に登録された[3]。
- 鐘楼－和香殿鉄筋コンクリート造、二階建。
- 梵鐘－1961年（昭和36年）9月鋳造、鋳匠山形住渡辺壹郎

## 本尊
- 阿弥陀如来立像－高さ81センチメートル、舟型光背
- 脇侍－勢至・観音、各高さ46センチメートル、舟型光背
- 開山堂－木造瓦葺平屋

## 宝物
- 聖観世音立像－高さ99センチメートル。元石川観音堂本尊
- 円光大師坐像－高さ65センチメートル。1躯
- 木造菩薩立像－高さ101.5センチメートル。1躯。平安時代の製作と推定。横浜市内に現存する木彫像としては最も古い時代のものの1つ。2010年（平成22年）に横浜市指定有形文化財に指定された[4]
- 烏枢沙摩明王（うすさまみょうおう）－1躯
- 十六羅漢画像－伝兆殿司筆。2幅
- タゴールの書簡－1通

## 境内仏堂
- 厄除地蔵堂－間口2間、奥行2間、木造瓦葺平屋
- 地蔵菩薩坐像－高さ2.74メートル。檜造。1躯。肩張1.70メートル。膝張2.46メートル。背面に背ぐりの窓がある。1932年（昭和7年）、埼玉県秩父より遷座。作者不詳。室町時代の作とされ、長野県善光寺の国認定重要美術品・銅像地蔵菩薩坐像（通称：ぬれ仏）の鋳造に使用した原型の可能性が指摘されている[5]。2018年（平成30年）に横浜市指定有形文化財に指定された[6]。

このほか、境内に太田古墳の碑ならびに、牛の碑が存在する。

## 歴代住職
- 明誉善公 慈眼院開山
- 正誉（宮下）舜達 吉上山中興開山（1847年（弘化4年）ー1940年（昭和15年）6月24日遷化、94歳）大僧正

長野県生、1937年（昭和12年）、本山である鎌倉光明寺の105世住職に就任
- 震誉（白幡）静美、（1952年（昭和27年）2月20日遷化、78歳）正僧正
- 苑誉（白幡）静憲（1963年（昭和38年）2月19日遷化、54歳）正僧正
- 白幡憲佑（1931年－2004年（平成16年）12月21日遷化、73歳）全日本仏教会理事長。日本宗教連盟理事長。

横浜中学在学中に外野手だった縁で、藤木幸夫（神奈川県立工業高校野球部捕手）と親交が厚く、その縁で横浜高等学校野球部監督の渡辺元智の相談相手にもなった。渡辺の監督時代、愛甲猛と安西健二を一時期自宅に引き取った際には、光明寺境内の借家を世話したという。また、吉田家の菩提寺となっていた関係で、吉田健一とも親しく、来浜の折には藤木氏とともに南京町で歓待した。
- 白幡憲之[10]（1959年ー）翻訳家（『ニュルンベルク軍事裁判』やトム・クランシーの翻訳で知られる）。
- 石田一由[11]

## 交通
- 京急本線 南太田駅から徒歩10分
- 相鉄本線 西横浜駅から徒歩15分
- JR横須賀線・湘南新宿ライン保土ケ谷駅から徒歩15分
- 久保山霊堂バス停から徒歩1分
- 聖隷横浜病院前バス停から徒歩5分